# Fritz Schlundermann
Fritz Schlundermann (ur. 1909, zm. ?) – zbrodniarz nazistowski, członek załogi niemieckiego obozu koncentracyjnego Flossenbürg i SS-Mann.
Z zawodu urzędnik. Członek NSDAP (od 1 maja 1933) i SS. Pełnił służbę we Flossenbürgu w latach 1942–1944 jako członek obozowego gestapo. Należał do wydziału zajmującego się rejestracją nowo przybyłych więźniów. Zasiadł na ławie oskarżonych w procesie US vs. Karl Mayer i inni przed amerykańskim Trybunałem Wojskowym w Dachau. Schlundermann skazany został na 5 lat pozbawienia wolności za torturowanie więźniów podczas przesłuchiwań.